# Rolbok

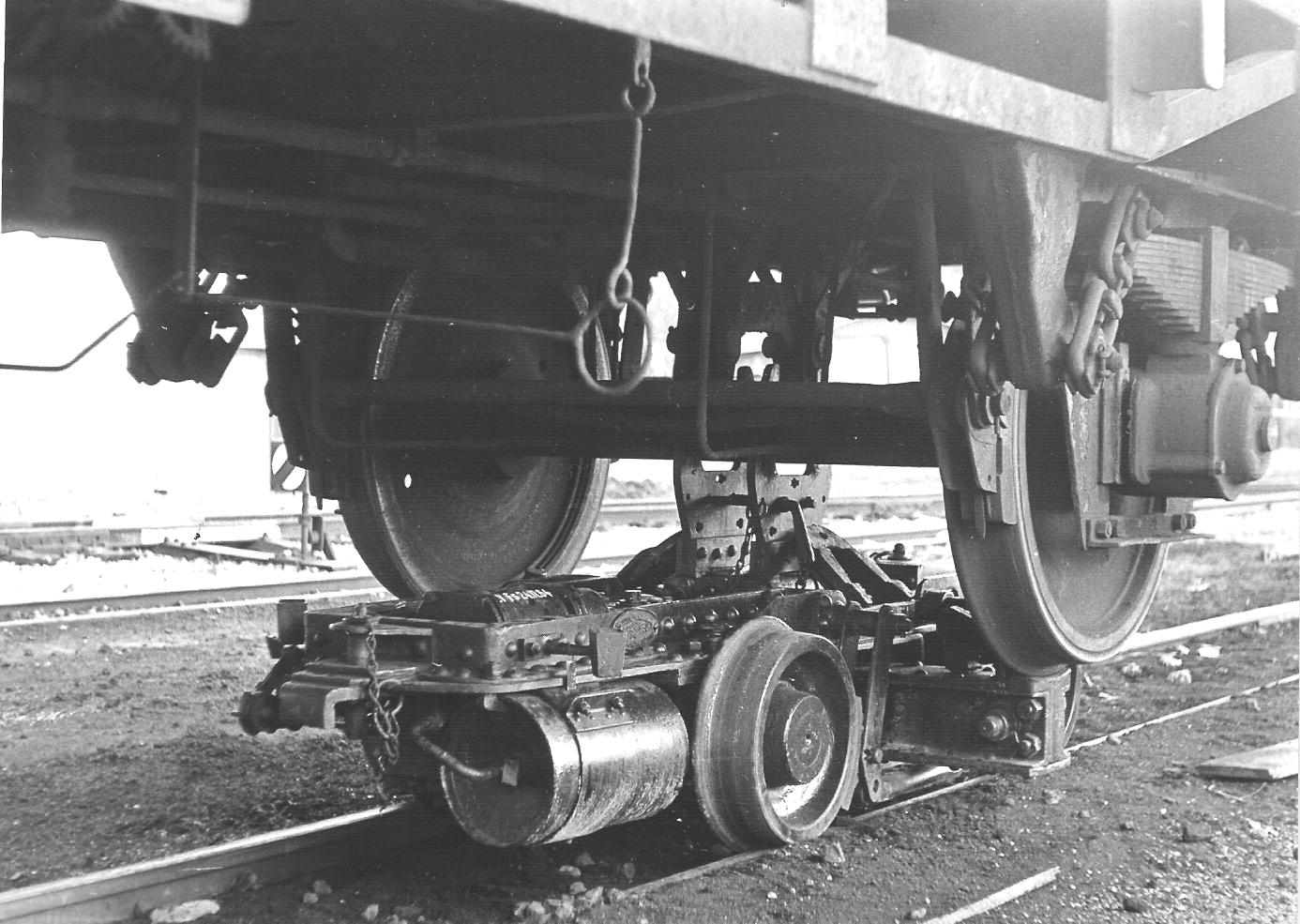
Wagon towarowy kolei normalnotorowej na rolboku o szerokości toru 750 mm

Rolbok – system pozwalający na automatyczne załadowanie lub przetoczenie wagonów kolei normalnotorowych na linię kolei wąskotorowej. Realizuje się to za pomocą połączonych wąskotorowych wózków rolbok w taki sposób, że pociąg może kontynuować jazdę w trakcie zmiany szerokości toru. Odbywa się to na specjalnym torze, gdzie linia wąskotorowa jest poprowadzona wewnątrz normalnotorowej i dodatkowo znajduje się ona poniżej poziomu linii normalnotorowej. Wózki rolbok są wprowadzane pod wagony normalnotorowe tak, aby jeden wózek przypadał na jedną oś wagonu. Podczas dalszego przetaczania składu poziom linii wąskotorowej podnosi się, a wraz z nią osie wagonów normalnotorowych osiadają na wózkach rolbok. Przetaczając skład wagonów w przeciwnym kierunku można łatwo przywrócić wagony na normalny tor. System ten zaprojektowany został w celu obniżenia kosztów przeładunku.

## Galeria

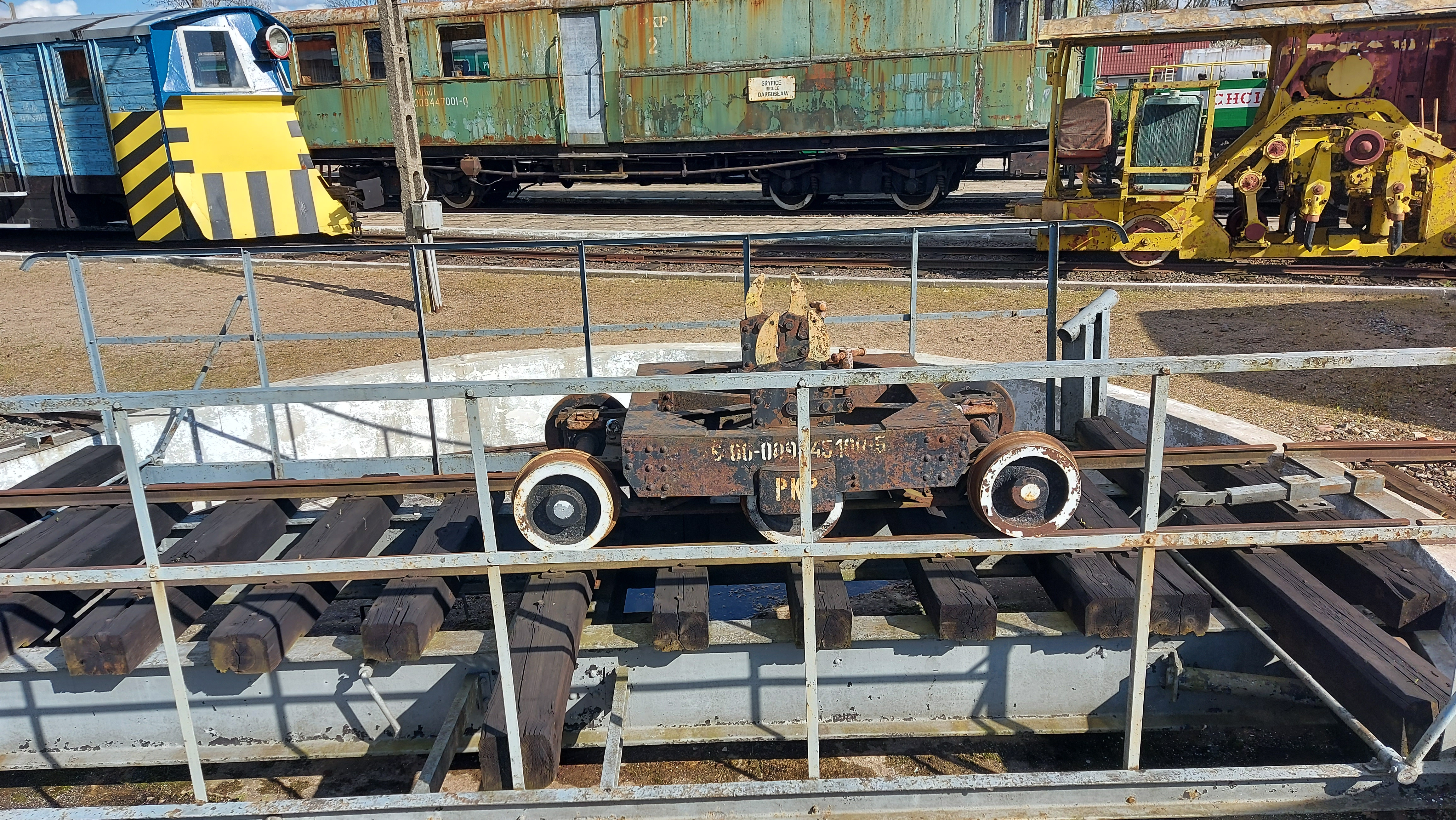
Rolbok na Wystawie Zachodniopomorskich Kolei Dojazdowych w Gryficach
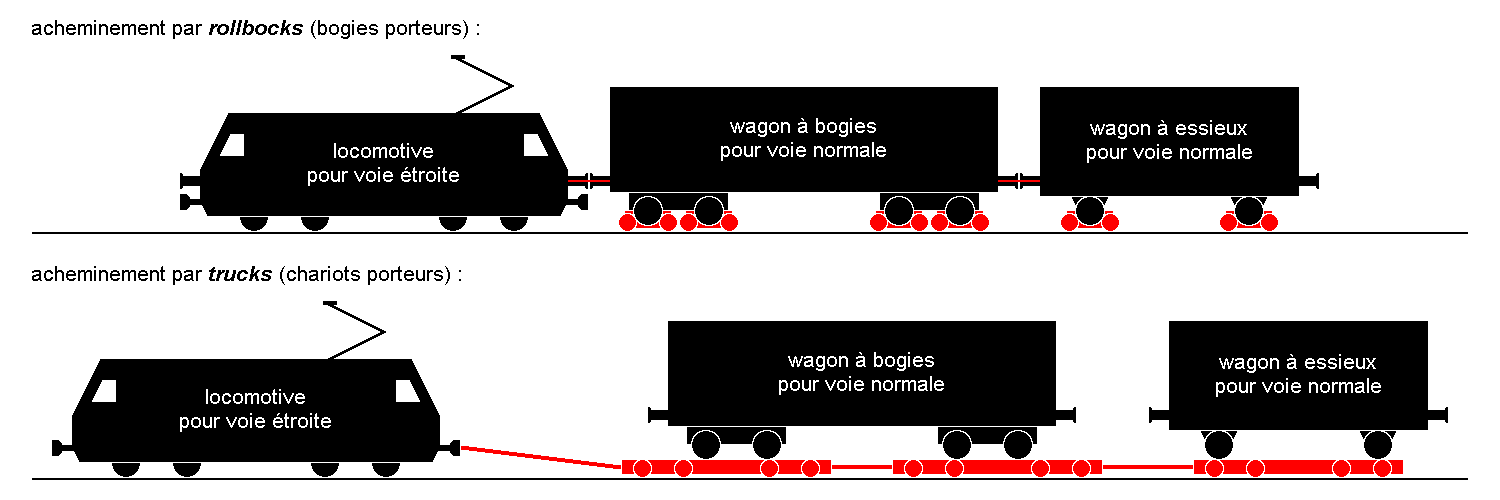
Porównanie rolboków z transporterami